# 4615 Zinner
4615 Zinner è un asteroide della fascia principale. Scoperto nel 1923, presenta un'orbita caratterizzata da un semiasse maggiore pari a 2,5989160 UA e da un'eccentricità di 0,1632060, inclinata di 14,72737° rispetto all'eclittica.